# (5695) Remillieux
Pour les articles homonymes, voir Remillieux.
(5695) Remillieux est un astéroïde de la ceinture principale.

## Description
(5695) Remillieux est un astéroïde de la ceinture principale. Il fut découvert le 24 septembre 1960 à l'observatoire Palomar par Cornelis Johannes van Houten, Ingrid van Houten-Groeneveld et Tom Gehrels. Il présente une orbite caractérisée par un demi-grand axe de 2,65 UA, une excentricité de 0,14 et une inclinaison de 12,7° par rapport à l'écliptique. 
Le nom de cet astéroïde a été attribué en hommage à Joseph Remillieux, physicien français (né à Lyon le 12 décembre 1940), professeur à l'Université Claude-Bernard-Lyon-I (Métropole de Lyon, France).

## Compléments